# Saladinstraße

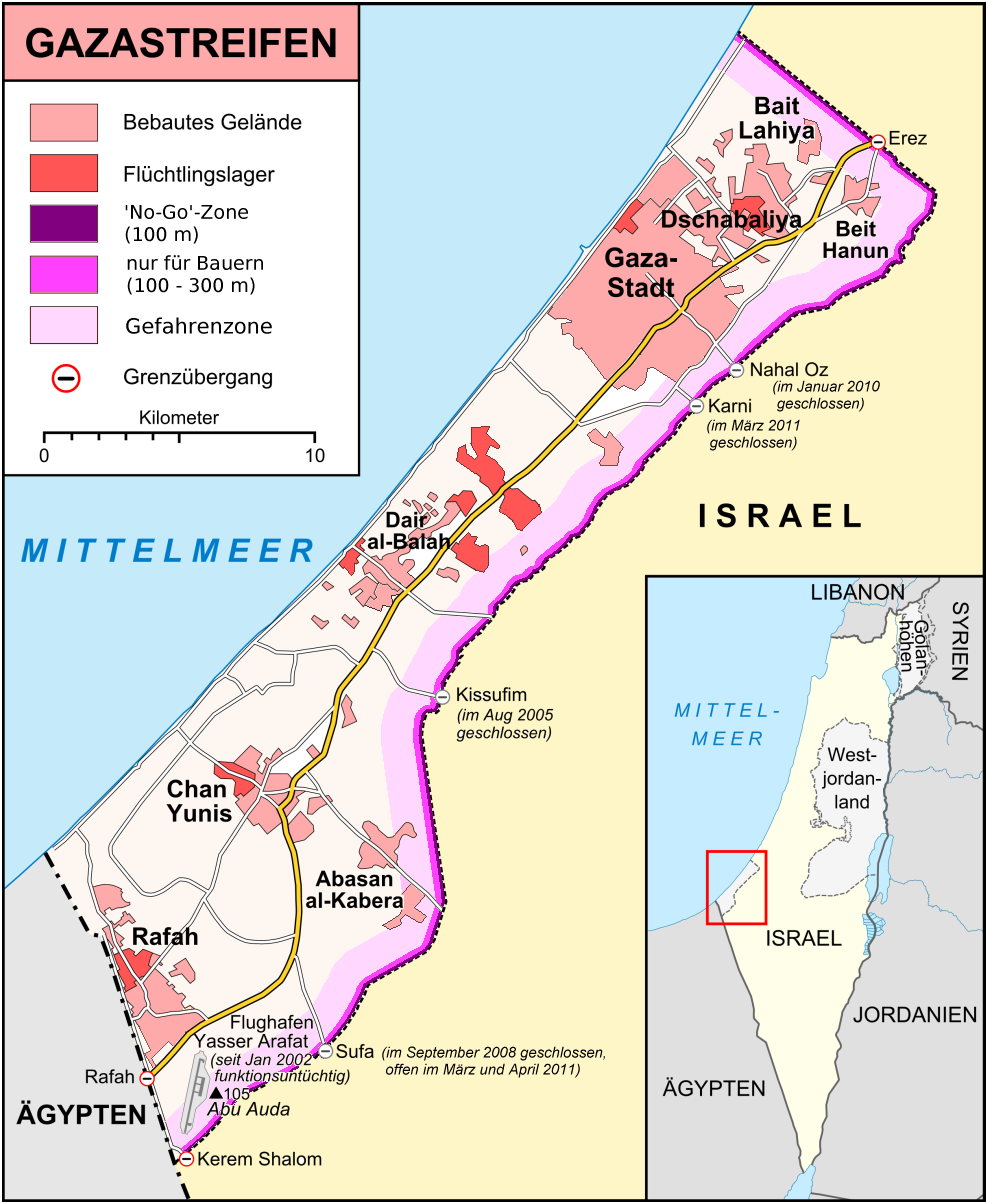
Karte des Gazastreifens im Dezember 2012

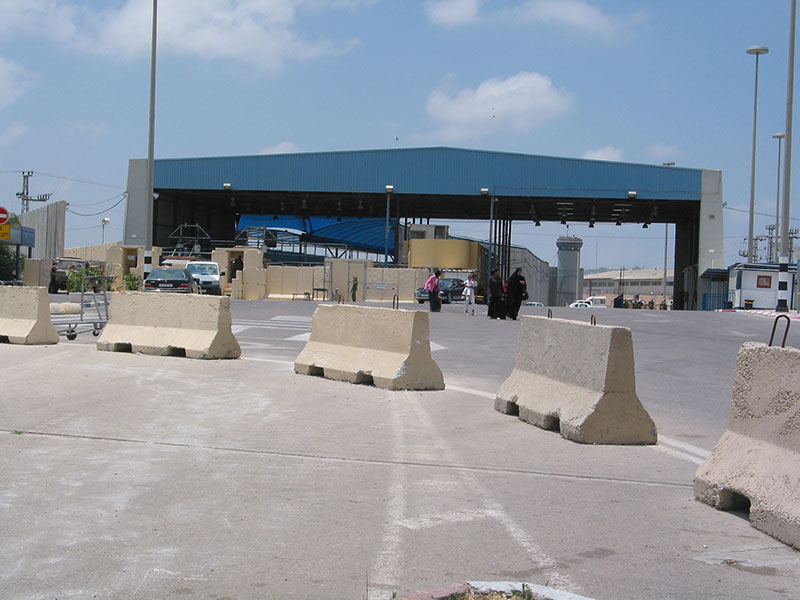
Grenzübergang Erez

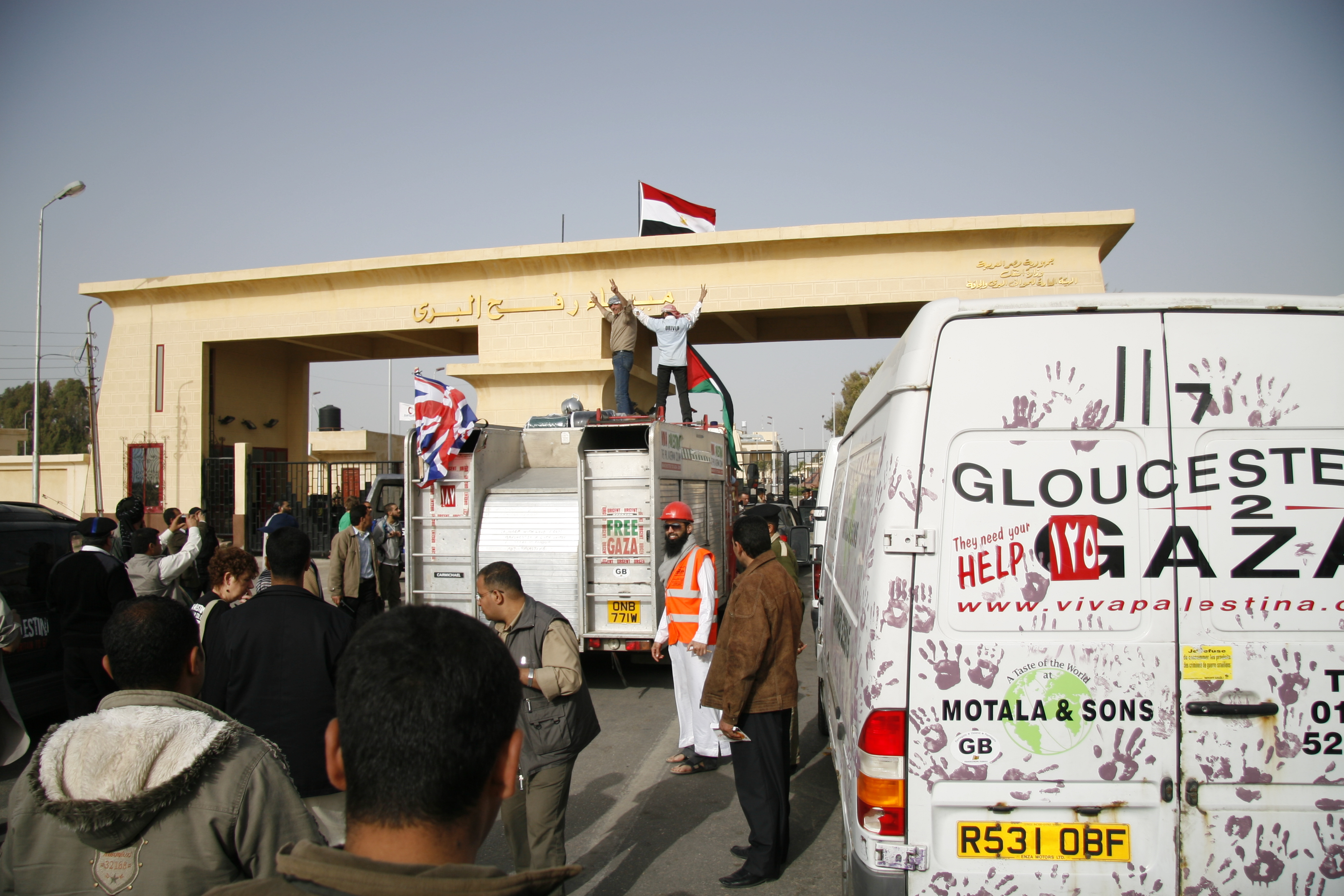
Grenzübergang Rafah

Die Saladinstraße (arabisch طريق صلاح الدين, DMG Ṭarīq Ṣalāḥ ad-Dīn; engl. Salah al-Din Road) ist die Hauptverkehrsstraße des Gazastreifens, eines Gebiets in Palästina. Die die wichtigsten Orte des Gazastreifen miteinander verbindende Straße erstreckt sich über etwa 45 Kilometer über die gesamte Länge des Gebiets vom Erez-Grenzübergang im Norden bis zum Rafah-Grenzübergang im Süden. Die Straße ist nach dem muslimischen General Saladin (Ṣalāḥ ad-Dīn) aus dem 12. Jahrhundert benannt.

## Geschichte
Die Saladinstraße ist eine der ältesten Straßen der Welt. Sie wurde von den Armeen des Alten Ägyptens, Alexanders des Großen, der Kreuzfahrer und Napoleon Bonapartes benutzt, um die Levante zu erobern. Die Straße war jahrhundertelang als „Weg der Philister“ bekannt und erstreckte sich zumindest während der Herrschaft des Osmanischen Reiches ab dem frühen 16. Jahrhundert von al-Arisch auf der Sinai-Halbinsel im Süden bis zur heutigen Türkei im Norden. Seit der Gründung Israels im Jahr 1948 und dem andauernden arabisch-israelischen Konflikt hat die Straße jedoch ihre frühere Rolle als wichtige Verbindung zwischen Ägypten und Syrien verloren. 
Nach dem Sechstagekrieg 1967 besetzte Israel den Gazastreifen, und große Teile der Saladinstraße wurden für palästinensischen Verkehr gesperrt, während der Zweiten Intifada dann für israelischen Verkehr. Nach dem Kampf um Gaza Juni 2007 im Rahmen des Fatah-Hamas-Konflikts übernahm die Hamas die Kontrolle über den Gazastreifen und hat die Straße seitdem mit Mitteln aus den Einnahmen der Tunnelindustrie verbreitert und verbessert.